# 高翻
高翻（？—？），字飛雀，勃海郡蓨县（今河北省衡水市景县）人，北魏官员。

## 生平
高翻以器量而闻名，在侍御中散任内去世。元象二年（539年），朝廷赠予假黄钺、使持节、侍中、都督冀定洛瀛并肆燕恒云朔十州诸军事、大将军、太傅、太尉公、录尚书事、冀州刺史，谥号孝宣。

## 家庭

### 祖父母
- 高湖，后燕散骑常侍、征虏将军、燕郡太守，北魏凉州镇将、河东侯[5]
- 辽东慕容氏，后燕司徒公、乐良王慕容度之女[5]

### 父母
- 高谧，北魏使持节、侍中、骠骑大将军、太尉公、都督青徐齐济兖五州诸军事、青州刺史、武贞公[5]
- 河南叔孙氏，给事中叔孙崇之女，封陈留郡君[5]

### 兄弟
- 高树生，北魏大都督

### 夫人
- 山氏

### 子女
- 高贵，早逝，东魏追赠使持节、侍中、司空公、尚书左仆射、都督徐兖豫南青四州诸军事、骠骑大将军、徐州刺史[6]
- 高岳，北齐使持节、骠骑大将军、开府仪同三司、太保、宗师、司州牧、清河武昭王